# Жіноча збірна Грузії з футболу
Жіноча збірна Грузії з футболу — національна збірна команда Грузії з жіночого футболу, якою керує Грузинська футбольна федерація.

## Історія
Грузія брала участь у групі 7 кваліфікації Чемпіонату світу з футболу серед жінок 1999 року, але знялася після двох матчів проти Югославії (0:11) та Туреччини (0:1). Після цього Грузія не брала участі у кваліфікації аж до чемпіонату Європи 2009 року. Грузія потрапила в групу з Туреччиною, Північною Ірландією та Хорватією. Команда фінішувала на останньому місці без жодного набраного очка.
Грузія виграла свій перший матч 11 травня 2009 року, здобувши перемогу над Македонією з рахунком 3:1, а також відзначилася своїм першим голом в офіційних матчах того ж року, у програному (1:3) поєдинку кваліфікації чемпіонату світу 2011 року проти Шотландію. Однак того ж року вони також встановили новий негативний рекорд; розпочали кваліфікація поразкою від Данії з рахунком 0:15. У наступних матчах кваліфікації чемпіонату Європи 2013 року та чемпіонату світу 2015 року команда не змогла пройти попередній раунд, посівши третє місце з чотирьох команд в обох розіграшах.

## Гравчині

### Поточний склад
На виїзний матч зі Словаччиною 26 жовтня 2021 року викликали наступних гравчинь.
Матчі та голи станом на 7 липня 2021 року включно.
| №  | Поз. | Гравець              | Дата народження (вік)       | Ігри | Голи | Клуб          |
| -- | ---- | -------------------- | --------------------------- | ---- | ---- | ------------- |
| 1  | ВР   | Теона Сухашвілі      | 6 лютого 1994 (31 рік)      | 7    | 0    | «Сівасспор»   |
| 12 | ВР   | Татія Габунія        | 7 липня 2000 (24 роки)      | 5    | 0    | «Ланчхуті»    |
| 22 | ВР   | Текле Гулордава      | 22 квітня 1994 (30 років)   | 0    | 0    | «Кварталі»    |
|    |      |                      |                             |      |      |               |
| 2  | ЗХ   | Гванца Кадагішвілі   | 28 травня 2002 (22 роки)    | 4    | 0    | «Кварталі»    |
| 4  | ЗХ   | Ніно Чхартішвілі     | 5 січня 1999 (26 років)     | 10   | 0    | «Сівасспор»   |
| 5  | ЗХ   | Ія Алелішвілі        | 19 січня 1996 (29 років)    |      |      |               |
| 13 | ЗХ   | Тамарі Татуашвілі    | 12 квітня 1991 (33 роки)    | 6+   | 0+   | Невідомо      |
| 17 | ЗХ   | Ніно Сутідзе         | 27 березня 1992 (32 роки)   | 33   | 0    | «Кварталі»    |
| 18 | ЗХ   | Ніно Гуріелідзе      | 14 квітня 2002 (22 роки)    |      |      |               |
| 21 | ЗХ   | Ніно Гуджабідзе      | 15 листопада 2000 (24 роки) | 0    | 0    | «Ланчхуті»    |
|    |      |                      |                             |      |      |               |
| 3  | ПЗ   | Ніно Пасікашвілі     | 4 грудня 1991 (33 роки)     | 79   | 2    | «Кварталі» FC |
| 6  | ПЗ   | Натія Данелія        | 23 вересня 2003 (21 рік)    | 3    | 0    | «Кварталі»    |
| 9  | ПЗ   | Ірина Хабурдзанія    | 25 жовтня 1999 (25 років)   | 2+   | 0+   | «Ланчхуті»    |
| 14 | ПЗ   | Анастасія Болквадзе  | 6 листопада 2002 (22 роки)  | 2+   | 0+   | «Алтай»       |
| 15 | ПЗ   | Лана Горгадзе        | 15 лютого 1997 (28 років)   |      |      |               |
| 19 |      | Теона Тодадзе        | 3 березня 1993 (32 роки)    | 31   | 0    | «Ланчхуті»    |
| 23 |      | Саломі Дімопулу      | 12 січня 2000 (25 років)    |      |      |               |
|    |      |                      |                             |      |      |               |
| 8  | НП   | Лела Чічінадзе       | 22 грудня 1988 (36 років)   | 30   | 10   | «Ніке»        |
| 10 | НП   | Теона Бакрадзе       | 24 січня 1996 (29 років)    | 17   | 0    | «Ланчхуті»    |
| 11 | НП   | Маріамі Джанікашвілі | 5 червня 2000 (24 роки)     |      |      | «Сівасспор»   |
| 16 | НП   | Натела Цоцерія       | 30 травня 2002 (22 роки)    | 2+   | 0+   | «Ланчхуті»    |

### Нещодавні виклики
Наступні гравчині викликалися до складу збірної за останні 12 місяців.
| Поз. | Гравець           | Дата народження (вік)    | Ігри | Голи | Клуб       | Останній виклик              |
| ---- | ----------------- | ------------------------ | ---- | ---- | ---------- | ---------------------------- |
| ЗХ   | Майко Бебія       | 20 травня 2003 (21 рік)  | 2+   | 0+   | «Ніке»     | v. Швеція, 21 вересня 2021   |
| ЗХ   | Маріам Каландадзе | 19 грудня 2000 (24 роки) | 2+   | 0+   | «Ланчхуті» | v. Швеція, 21 вересня 2021   |
|      | Ані Дзадзуа       | 20 січня 2004 (21 рік)   | 0    | 0    | «Кварталі» | v. Швеція, 21 вересня 2021   |
| ЗХ   | Сопіко Нарсія     | 3 травня 2000 (24 роки)  | 0    | 0    | «Ланчхуті» | v. Швеція, 21 вересня 2021   |
|      |                   |                          |      |      |            |                              |
| ПЗ   | Тетяна Матвєєва   | 25 липня 1990 (34 роки)  | 5+   | 0+   | «Ніке»     | v. Фінляндія, 21 жовтня 2021 |
|      |                   |                          |      |      |            |                              |

## Останні матчі

### 2021
| кваліфікація ЧС 2023 21.09.2021 | Швеція                                                | 4:0       | Грузія | Гетеборг, Швеція                                   |  |
| 18:30 (UTC+2)                   | Ангельдаль 40' Ерікссон 45+4' Сегер 84' (пен.), 90+3' | Звіт звіт |        | Стадіон: Гамла Уллеві Суддя: Люці Сульчова (Чехія) |  |

| кваліфікація ЧС 2023 21.10.2021 | Грузія | 0:3  | Фінляндія                                    | Тбілісі, Грузія                                        |  |
| 17:00                           |        | звіт | Салльстрем 17' Франссі 68' Аланен 71' (пен.) | Стадіон: ім. М. Месхі Суддя: Людмила Тельбух (Україна) |  |

| кваліфікація ЧС 2023 26.10.2021 | Словаччина                    | 2:0  | Грузія | Попрад, Словаччина                                          |  |
|                                 | Миколайова 38' Шурновська 40' | звіт |        | Стадіон: НТК Попрад Суддя: Ліззі ван дер Гельм (Нідерланди) |  |

| кваліфікація ЧС 2023 30.11.2021 | Ірландія | 11:0 | Грузія | Дублін, Ірландія                                  |  |
|                                 | Бебія 4' (аг) Каруза 21' Квінн 37' О'Салліван 45+4', 58', 62' МакКейб 70' (пен.), 73' Нунан 82' Барретт 89' Колдвелл 90+2' | звіт |        | Стадіон: Таллагт Суддя: Юргіте Мачикуніте (Литва) |  |

### 2022
| товариський 17.02.2022 | Вірменія | –:–     | Грузія |  |  |
|                        |          | [ звіт] |        |  |  |

| товариський 20.02.2022 | Вірменія | –:–     | Грузія |  |  |
|                        |          | [ звіт] |        |  |  |

| кваліфікація ЧС 2023 07.04.2022 | Грузія | 0:15 | Швеція | Горі, Грузія                                                  |  |
|                                 |        | звіт | Рольфьо 3' Ангельдаль 8', 32', 39' Блакстеніус 15', 21' Сембрант 18' Ілестедт 26' Андерссон 29' Гуртіг 35', 42' Бломквіст 67' Асллані 76', 81' (пен.) Скуг 90+3' | Стадіон: Тенгіз Бурджанадзе Суддя: Христина Гутева (Болгарія) |  |

| кваліфікація ЧС 2023 12.04.2022 | Фінляндія                                                                          | 6:0  | Грузія | Гельсінкі, Фінляндія                                         |  |
|                                 | Аланен 24' Сумманен 35' (пен.), 65' Енгман 39' Каландадзе 55' (аг) Даніельссон 73' | звіт |        | Стадіон: Олімпійський стадіон Суддя: Реліка Турі (Фінляндія) |  |

| кваліфікація ЧС 2023 27.06.2022 | Грузія | 0:9  | Ірландія                                                                                | Горі, Грузія                                                  |  |
|                                 |        | звіт | МакКейб 8', 45+1', 75' Фагі 13' Конноллі 18' Квінн 49', 73' Ларкін 82' О'Салліван 90+3' | Стадіон: Тенгіз Бурджанадзе Суддя: Моліз Озчигдем (Туреччина) |  |

| кваліфікація ЧС 2023 01.09.2022 | Грузія | –:–  | Словаччина |  |  |
|                                 |        | звіт |            |  |  |

## Статистика виступів

### Чемпіонати світу
| виступи на чемпіонаті світу | виступи на чемпіонаті світу | виступи на чемпіонаті світу | виступи на чемпіонаті світу | виступи на чемпіонаті світу | виступи на чемпіонаті світу | виступи на чемпіонаті світу | виступи на чемпіонаті світу | виступи на чемпіонаті світу |                       | Виступи в кваліфікації | Виступи в кваліфікації | Виступи в кваліфікації | Виступи в кваліфікації | Виступи в кваліфікації | Виступи в кваліфікації | Виступи в кваліфікації |
| Рік                         | Результат                   | ЗМ                          | В                           | Н*                          | П                           | ЗМ                          | ПМ                          | РМ                          | ЗМ                    | В                      | Н*                     | П                      | ЗМ                     | ПМ                     | РМ                     |                        |
| 1991                        | Частина СРСР                | Частина СРСР                | Частина СРСР                | Частина СРСР                | Частина СРСР                | Частина СРСР                | Частина СРСР                | Частина СРСР                | Частина СРСР          | Частина СРСР           | Частина СРСР           | Частина СРСР           | Частина СРСР           | Частина СРСР           | Частина СРСР           |                        |
| 1995                        | Не увійшла                  | Не увійшла                  | Не увійшла                  | Не увійшла                  | Не увійшла                  | Не увійшла                  | Не увійшла                  | Не увійшла                  | чемпіонат Європи 1995 | чемпіонат Європи 1995  | чемпіонат Європи 1995  | чемпіонат Європи 1995  | чемпіонат Європи 1995  | чемпіонат Європи 1995  | чемпіонат Європи 1995  |                        |
| 1999                        | Не кваліфікувався           | Не кваліфікувався           | Не кваліфікувався           | Не кваліфікувався           | Не кваліфікувався           | Не кваліфікувався           | Не кваліфікувався           | Не кваліфікувався           | Анульовано (знялася)  | Анульовано (знялася)   | Анульовано (знялася)   | Анульовано (знялася)   | Анульовано (знялася)   | Анульовано (знялася)   | Анульовано (знялася)   |                        |
| 2003                        | Не кваліфікувався           | Не кваліфікувався           | Не кваліфікувався           | Не кваліфікувався           | Не кваліфікувався           | Не кваліфікувався           | Не кваліфікувався           | Не кваліфікувався           | Не увійшла            | Не увійшла             | Не увійшла             | Не увійшла             | Не увійшла             | Не увійшла             | Не увійшла             |                        |
| 2007                        | Не кваліфікувався           | Не кваліфікувався           | Не кваліфікувався           | Не кваліфікувався           | Не кваліфікувався           | Не кваліфікувався           | Не кваліфікувався           | Не кваліфікувався           | Не увійшла            | Не увійшла             | Не увійшла             | Не увійшла             | Не увійшла             | Не увійшла             | Не увійшла             |                        |
| 2011                        | Не кваліфікувався           | Не кваліфікувався           | Не кваліфікувався           | Не кваліфікувався           | Не кваліфікувався           | Не кваліфікувався           | Не кваліфікувався           | Не кваліфікувався           | 8                     | 0                      | 1                      | 7                      | 3                      | 42                     | -39                    |                        |
| 2015                        | Не кваліфікувався           | Не кваліфікувався           | Не кваліфікувався           | Не кваліфікувався           | Не кваліфікувався           | Не кваліфікувався           | Не кваліфікувався           | Не кваліфікувався           | 3                     | 1                      | 0                      | 2                      | 5                      | 7                      | -2                     |                        |
| 2019                        | Не кваліфікувався           | Не кваліфікувався           | Не кваліфікувався           | Не кваліфікувався           | Не кваліфікувався           | Не кваліфікувався           | Не кваліфікувався           | Не кваліфікувався           | 3                     | 1                      | 1                      | 1                      | 3                      | 3                      | 0                      |                        |
| 2023                        | Не кваліфікувався           | Не кваліфікувався           | Не кваліфікувався           | Не кваліфікувався           | Не кваліфікувався           | Не кваліфікувався           | Не кваліфікувався           | Не кваліфікувався           | Проводиться           | Проводиться            | Проводиться            | Проводиться            | Проводиться            | Проводиться            | Проводиться            |                        |
| Загалом                     | -                           | -                           | -                           | -                           | -                           | -                           | -                           | -                           | 14                    | 2                      | 2                      | 10                     | 11                     | 52                     | -41                    |                        |

*Нічиї включають матчі на вибування в післяматчевих пенальті.

### Чемпіонат Європи
| досягнення на чемпіонаті Європи | досягнення на чемпіонаті Європи | досягнення на чемпіонаті Європи | досягнення на чемпіонаті Європи | досягнення на чемпіонаті Європи | досягнення на чемпіонаті Європи | досягнення на чемпіонаті Європи | досягнення на чемпіонаті Європи |              | досягнення в кваліфікації | досягнення в кваліфікації | досягнення в кваліфікації | досягнення в кваліфікації | досягнення в кваліфікації | досягнення в кваліфікації |
| Рік                             | Результат                       | Іг                              | В                               | Н*                              | П                               | ЗМ                              | ПМ                              | Іг           | В                         | Н*                        | П                         | ЗМ                        | ПМ                        |                           |
| з 1984 по 1991                  | Частина СРСР                    | Частина СРСР                    | Частина СРСР                    | Частина СРСР                    | Частина СРСР                    | Частина СРСР                    | Частина СРСР                    | Частина СРСР | Частина СРСР              | Частина СРСР              | Частина СРСР              | Частина СРСР              | Частина СРСР              |                           |
| з 1993 по 2005                  | Не увійшла                      | Не увійшла                      | Не увійшла                      | Не увійшла                      | Не увійшла                      | Не увійшла                      | Не увійшла                      | Не увійшла   | Не увійшла                | Не увійшла                | Не увійшла                | Не увійшла                | Не увійшла                | Не увійшла                |
| 2009                            | Не кваліфікувався               | Не кваліфікувався               | Не кваліфікувався               | Не кваліфікувався               | Не кваліфікувався               | Не кваліфікувався               | Не кваліфікувався               | 3            | 0                         | 0                         | 3                         | 0                         | 19                        |                           |
| 2013                            | Не кваліфікувався               | Не кваліфікувався               | Не кваліфікувався               | Не кваліфікувався               | Не кваліфікувався               | Не кваліфікувався               | Не кваліфікувався               | 3            | 1                         | 1                         | 1                         | 1                         | 1                         |                           |
| 2017                            | Не кваліфікувався               | Не кваліфікувався               | Не кваліфікувався               | Не кваліфікувався               | Не кваліфікувався               | Не кваліфікувався               | Не кваліфікувався               | 11           | 2                         | 0                         | 9                         | 12                        | 36                        |                           |
| 2022                            | Не кваліфікувався               | Не кваліфікувався               | Не кваліфікувався               | Не кваліфікувався               | Не кваліфікувався               | Не кваліфікувався               | Не кваліфікувався               | 10           | 0                         | 0                         | 10                        | 3                         | 45                        |                           |
| Загалом                         | -                               | -                               | -                               | -                               | -                               | -                               | -                               | 27           | 3                         | 1                         | 23                        | 16                        | 101                       |                           |

*Нічиї включають матчі на вибування, які завершилися серією післяматчевих пенальті.